# Voo dinâmico
Voo dinâmico é uma técnica de voo em que se consegue obter energia cinética, sem esforço, ao se cruzar repetidamente a fronteira entre massas de ar entre as quais existe uma diferença significativa de velocidade horizontal.
Essas zonas de elevado gradiente de vento situam-se geralmente junto a obstáculos e à superfície, pelo que é usado essencialmente por aves, como os albatrozes, embora os mais habilidosos pilotos de planadores consigam realizar voo dinâmico aproveitando o cisalhamento do vento que ocorre a grandes altitudes.